# Philipp Schönthaler
Philipp Schönthaler (* 13. Oktober 1976 in Stuttgart) ist ein deutscher Schriftsteller.

## Leben
Philipp Schönthaler studierte zwischen 1999 und 2003 Anglistik und Kunstwissenschaft an der Trinity Western University in Vancouver, 2004 machte er seinen Master im Bereich „Moderne europäische Literatur“ an der University of Sussex. Im Jahr 2010 folgte die Promotion an der Universität Konstanz zum Thema „Negative Poetik: die Figur des Erzählers bei Thomas Bernhard, W. G. Sebald und Imre Kertész“. Im Wintersemester 2008/2009 und 2010/2011 lehrte er an der Universität Konstanz im Fachbereich Germanistik.
Schönthaler lebt in Berlin und arbeitet dort freiberuflich. Er nahm am Ingeborg-Bachmann-Preis 2013 teil. 2019 war Schönthaler Fellow der Villa Aurora und des Thomas-Mann-Hauses in Los Angeles.

## Werke
- Negative Poetik: Die Figur des Erzählers bei Thomas Bernhard, W.G. Sebald und Imre Kertész. transcript, Bielefeld 2011, ISBN 978-3-8376-1721-4.
- Nach oben ist das Leben offen. Erzählungen. Matthes & Seitz, Berlin 2012, ISBN 978-3-88221-584-7.
- Das Schiff das singend zieht auf seiner Bahn. Matthes & Seitz, Berlin 2013, ISBN 978-3-88221-074-3.
- Survival in den 80er Jahren. Der dünne Pelz der Zivilisation. Matthes & Seitz, Berlin 2015, ISBN 978-3-95757-149-6.
- Portrait des Managers als junger Autor. Zum Verhältnis von Wirtschaft und Literatur. Matthes & Seitz, Berlin 2016, ISBN 978-3-95757-266-0.
- Vor Anbruch der Morgenröte. Leben und Dienste I. Erzählungen. Matthes & Seitz, Berlin 2017, ISBN 978-3-95757-404-6.
- Der Weg aller Wellen. Roman. Matthes & Seitz, Berlin 2019, ISBN 978-3-95757-772-6.
- Die Automatisierung des Schreibens & Gegenprogramme der Literatur. Matthes & Seitz, Berlin 2022, ISBN 978-3-7518-0341-0.
- Wie rationale Maschinen romantisch wurden. KI, Kreativität und algorithmische Postrationalität. Matthes & Seitz, Berlin 2024, ISBN  978-3-7518-3009-6.
- Seiten des Himmels. Roman. Matthes & Seitz, Berlin 2024, ISBN 978-3-7518-0986-3,

## Auszeichnungen und Stipendien
- 2012: LCB-Aufenthaltsstipendum für junge deutschsprachige Autorinnen und Autoren[5]
- 2012: Stipendium der Kunststiftung Baden-Württemberg[6]
- 2012: Stipendium des Berliner Senats[7]
- 2013: Clemens-Brentano-Preis für Nach oben ist das Leben offen. Erzählungen
- 2016: Preis des Stuttgarter Wirtschaftsclubs für Nach oben ist das Leben offen und Das Schiff das singend zieht auf seiner Bahn[8]
- 2019: Fellow (in Literature) Villa Aurora / Thomas-Mann-House, Los Angeles[9]
- 2020: Heinrich Heine Stipendium in Lüneburg

## Belege
1. ↑  Kunststiftung Baden-Württemberg: Vita von Philipp Schönthaler (Seite nicht mehr abrufbar, festgestellt im Mai 2019. Suche in Webarchiven)  Info: Der Link wurde automatisch als defekt markiert. Bitte prüfe den Link gemäß Anleitung und entferne dann diesen Hinweis. (PDF), abgerufen am 6. Juli 2013
2. 1 2  Uni Konstanz: 
Philipp Schönthaler (PostDoc-Stipendiat Januar - Juni 2011), abgerufen am 30. Mai 2023
3. ↑  Webseite des Verlags Matthes & Seitz. Abgerufen am 11. September 2021.
4. ↑  Villa Aurora. Abgerufen am 11. September 2021.
5. ↑  Literarisches Colloquium Berlin: LCB-Aufenthaltsstipendien für junge deutschsprachige Autorinnen und Autoren vergeben (Memento des Originals vom 13. Mai 2013 im Internet Archive)  Info: Der Archivlink wurde automatisch eingesetzt und noch nicht geprüft. Bitte prüfe Original- und Archivlink gemäß Anleitung und entferne dann diesen Hinweis., abgerufen am 6. Juli 2013
6. ↑  Stipendiaten 2012. In: kunststiftung.de. Kunststiftung Baden-Württemberg, 2012, abgerufen am 30. Mai 2023.
7. ↑  Tage der deutschsprachigen Literatur 2013: Philipp Schönthaler, KONSTANZ (D), abgerufen am 6. Juli 2013
8. ↑  Philipp Schönthaler: Preisverleihung Wirtschaftsclub | Donnerstag, 03.11.16 / 19.00 Uhr | Literaturhaus Stuttgart. Abgerufen am 9. November 2021.
9. ↑  Villa Aurora announces 2019 Fellows - VATMH (en). Abgerufen am 9. November 2021.

| Personendaten    | Personendaten            |
| ---------------- | ------------------------ |
| NAME             | Schönthaler, Philipp     |
| KURZBESCHREIBUNG | deutscher Schriftsteller |
| GEBURTSDATUM     | 13. Oktober 1976         |
| GEBURTSORT       | Stuttgart                |